# アルマンド・ピッキ
アルマンド・ピッキ（Armando Picchi、1935年6月20日 - 1971年5月27日）は、イタリアの元サッカー選手、サッカー指導者。ポジションはディフェンダー。

## 経歴
地元クラブのASリヴォルノ・カルチョで育ち、S.P.A.L.を経て加入したインテルナツィオナーレ・ミラノでキャプテンとして「グランデ・インテル」と呼ばれたチームをUEFAチャンピオンズカップ連覇に導いた。ヴァレーゼ・カルチョSSDの選手兼任監督に就任して以降は指導者としても活動していたが、1971年2月16日にがんで入院し同年6月20日に死去した。
ASリヴォルノ・カルチョのホームスタジアムであるスタディオ・アルマンド・ピッキにその名を残している。